# Kamilla Rytter Juhl
Kamilla Rytter Juhl (n. 23 nov 1983) és una esportista danesa que competeix en bàdminton en la categoria de dobles.